# تاراس کاچاربا
تاراس کاچاربا (اوکراینی: Тарас Іванович Качараба؛ زادهٔ ۷ ژانویهٔ ۱۹۹۵) بازیکن فوتبال اهل اوکراین است.
از باشگاه‌هایی که در آن بازی کرده‌است می‌توان به باشگاه فوتبال اسلوان لیبرتس، باشگاه فوتبال اوورلا اوژهورود، باشگاه فوتبال شاختار دونتسک، و باشگاه فوتبال اسلاویا پراگ اشاره کرد.
وی همچنین در تیم‌های ملی فوتبال Ukraine national under-16 football team, Ukraine national under-17 football team, Ukraine national under-18 football team, Ukraine national under-19 football team، زیر ۲۰ سال اوکراین، زیر ۲۱ سال اوکراین، و اوکراین بازی کرده‌است.